# Acide geddique
L'acide geddique ou acide tétratriacontanoïque (nom systématique) est un acide gras saturé à très longue chaîne (C34:0) de formule chimique CH3–(CH2)32–COOH.